# Hana Mašková
Hana Mašková (Praga, Tchecoslováquia, 26 de setembro de 1949 – Vouvray, França, 31 de março de 1972) foi uma patinadora artística tcheca, que competiu representando a Tchecoslováquia. Ela conquistou uma medalha de bronze olímpica em 1968, e conquistou duas medalhas em campeonatos mundiais.
Hana morreu em um acidente de carro no dia 31 de março de 1972 aos 22 anos na cidade francesa de Vouvray, no departamento de Indre-et-Loire.

## Principais resultados
| Resultados                                                            | Resultados    | Resultados    | Resultados      | Resultados      | Resultados        | Resultados        | Resultados       | Resultados    | Resultados    | Resultados    | Resultados    | Resultados    |
| Internacional                                                         | Internacional | Internacional | Internacional   | Internacional   | Internacional     | Internacional     | Internacional    | Internacional | Internacional | Internacional | Internacional | Internacional |
| Evento/Temporada                                                      | 1962– 1963    | 1963– 1964    | 1964– 1965      | 1965– 1966      | 1966– 1967        | 1967– 1968        | 1968– 1969       |               |               |               |               |               |
| --------------------------------------------------------------------- | ------------- | ------------- | --------------- | --------------- | ----------------- | ----------------- | ---------------- | ------------- | ------------- | ------------- | ------------- | ------------- |
| Jogos Olímpicos                                                       |               | 15.ª          |                 |                 |                   | Medalha de bronze |                  |               |               |               |               |               |
| Campeonato Mundial                                                    |               | 16.ª          | 13.ª            | 6.ª             | Medalha de bronze | Medalha de bronze | WD               |               |               |               |               |               |
| Campeonato Europeu                                                    | 15.º          |               | 7.ª             | 4.ª             | Medalha de prata  | Medalha de ouro   | Medalha de prata |               |               |               |               |               |
| Nacional                                                              |               |               |                 |                 |                   |                   |                  |               |               |               |               |               |
| Campeonato Tchecoslovaco                                              |               |               | Medalha de ouro | Medalha de ouro | Medalha de ouro   | Medalha de ouro   | Medalha de ouro  |               |               |               |               |               |
|                                                                       |               |               |                 |                 |                   |                   |                  |               |               |               |               |               |
| Legenda: WD = Abandonou; Competição não foi disputada nesta temporada |               |               |                 |                 |                   |                   |                  |               |               |               |               |               |